# Wormsgau

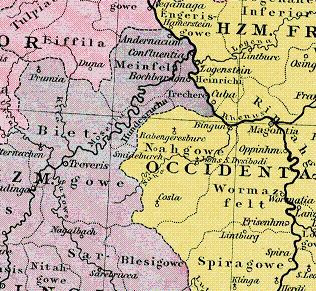
Wormsgau (Wormazfelt) en la Franconia Renana, hacia el año 1000

Wormsgau (en latín: pagus wormatiensis) fue un condado medieval ubicado en el Este del Reino de los Francos, parte del Ducado de Franconia, que comprendía la zona de influencia de la ciudad de Worms y otros territorios de la margen izquierda de la parte alta del río Rin. Junto a los condados vecinos de Nahegau y Speyergau, fue una de las más importantes posesiones de la Dinastía salia en la Franconia Renana.

## Reseña
Wormsgau correspondía a gran parte de las regiones actuales de Hesse Renano y Palatinado, extendiéndose hacia el norte hasta acercarse a Coblenza, en Lotaringia. Las ciudades de Mainz y Boppard fueron parte de Wormsgau hasta principios del siglo IX. Durante el siglo X, Wormsgau perdió grandes extensiones al Norte a manos de Nahegau, comno Ingelheim en 937, Spiesheim en 960, Saulheim en 973 y Flonheim en 996, hasta el borde nordeste del río Selz. Estas pérdidas de territorio se compensaron con la conquista de territorios arriba del Rin y el occidente, principalmente en el bosque Palatinado.

## Los condes de Wormsgau

### Dinastía Robertina
1. Ruperto I (Roberto I)
2. Roberto II (Rutberto II o. Hruodbertus)
3. Roberto III (Rutperto III)
4. Guntram
5. Ruadberto (Roberto)
6. Rutperto IV (Roberto I el Fuerte)
7. Walaho IV (Werner IV)
8. Megingoz I.

### Dinastía Conradina
1. Werner V
2. Konrad Kurzbold
3. Konrad de Rote
4. Otto I of Worms“

### Dinastía Salia
1. Henry de Worms
2. Conrado II, Duque de Carinthia